# Le Belvédère (Saint-Benoît-sur-Loire)
Pour les articles homonymes, voir belvédère.
Le Belvédère est un Centre d'interprétation situé dans la commune de Saint-Benoît-sur-Loire dans le département du Loiret en région Centre-Val de Loire, à 40 km d’Orléans et au sein du Val de Loire, patrimoine mondial de l’UNESCO.
Il s'agit d'un espace interactif consacré à l'histoire et au patrimoine de l'abbaye de Fleury. Le site accueille également l'office de tourisme.

## Géographie
Le Belvédère est situé dans le centre de Saint-Benoît-sur-Loire, sur la place du Martroi. Résolument contemporaine, son architecture signée CplusD évoque la puissance de la tour-porche et la quiétude d'un cloître. L'arrière du bâtiment est relié à la basilique par l'avenue Célestin-Chateignier, cheminement piéton longeant l'enclos de l'abbaye (200 mètres).

## Histoire
Le projet visant à établir le Belvédère est initié en 2007 par la communauté de communes du Val de Sully. À l’issue d’un concours d’architecture, la maîtrise d’oeuvre est attribuée aux entreprises : CplusD (architecture), Abaque (muséographie) et Les Crayons (scénographie).
Un comité scientifique est mis en place : y sont notamment associés Eliane Vergnolle (historienne de l’art roman, spécialiste de l’abbaye de Fleury), les Médiathèques d’Orléans (où sont conservés la plupart des manuscrits de la bibliothèque de l’abbaye) et la Communauté monastique de Fleury.
Le projet architectural contemporain divise la population. L'association « Saint-Benoît Patrimoine » lance une pétition afin d'empêcher la réalisation du bâtiment et propose d'aménager le centre d'interprétation dans les locaux de l'école publique qui se libèrent en 2016,. En 2015, l’avant-projet définitif est validé et le permis de construire est délivré.
La première pierre du centre est officiellement posée le 3 février 2017 en présence des partenaires. Les travaux de construction débutent en février 2018,.
Le Belvédère est ouvert en avant-première au public en septembre 2019 dans le cadre des Journées européennes du patrimoine.
L'établissement, dont le coût de construction s'élève à 4 millions d'euros, est officiellement inauguré le 9 novembre 2019.

## Description
Le Belvédère est un centre d’interprétation consacré à l’histoire et à ceux qui ont contribué au développement et à la renommée de la basilique de Saint-Benoît-sur-Loire.
Le site est constitué d'une ancienne maison de ville réhabilitée et prolongée par une extension contemporaine de 11 mètres de hauteur. Il comporte trois niveaux pour une surface de 600 m² et propose un parcours de visite bilingue de huit séquences,,. À l'aide de multimédias et de maquettes, le parcours d'exposition évoque les étapes du développement de l'abbaye.
Pour introduire la visite, la terrasse du premier étage est dotée d’une grande frise de 20 mètres. Celle-ci donne les principaux jalons des 1 400 ans d’histoire de l’abbaye de Fleury. L’histoire des moines bénédictins s’entrecroisent avec les grandes étapes de la vie de l’abbaye et l’histoire locale et régionale.
Le premier étage détaille les 3 principaux chantiers de construction de l’abbatiale actuelle : la tour-porche (avant 1020-1302), le chevet (vers 1070-1108) et la nef (vers 1160-1207).
Le Belvédère aborde différents aspects du rayonnement intellectuel de l’abbaye à son apogée, du IXe au XIIe siècle : l’enseignement monastique, la copie des manuscrits au scriptorium de l’abbaye, la constitution de sa bibliothèque, la musique. 
Au rez-de-chaussée, la dernière salle évoque les XIXe et XXe siècles : le classement de l’église abbatiale comme monument historique en 1840, les différentes campagnes de restauration du monument qui s’ensuivirent, la refondation de la communauté en 1944 et la reconstruction du monastère dans les années 1950 et 1960. Une vitrine consacrée à Max Jacob expose le manuscrit autographe du poème à la Vierge de Fleury, petite statue d’albâtre (XIVe siècle) visible dans la basilique.
Accessible par escalier et par ascenseur, la terrasse du troisième étage donne son nom au centre d’interprétation. Il offre un point de vue unique sur l’abbatiale, et notamment sur son chevet (inaccessible au public car situé dans l’enclos monastique).

## Services
Le Belvédère est un équipement culturel et touristique comprenant l'Office de Tourisme de Saint-Benoît-sur-Loire et sa boutique.  

## Expositions temporaires
- Novembre 2019 - avril 2020 : « La part du Lion, Images du lion à l'abbaye de Fleury (IXe – XIIe siècle)», le lion dans l'imaginaire médiéval au travers de la sculpture de l'abbatiale de Fleury et des manuscrits de l'abbaye.